# Karl-Heinz Langowski

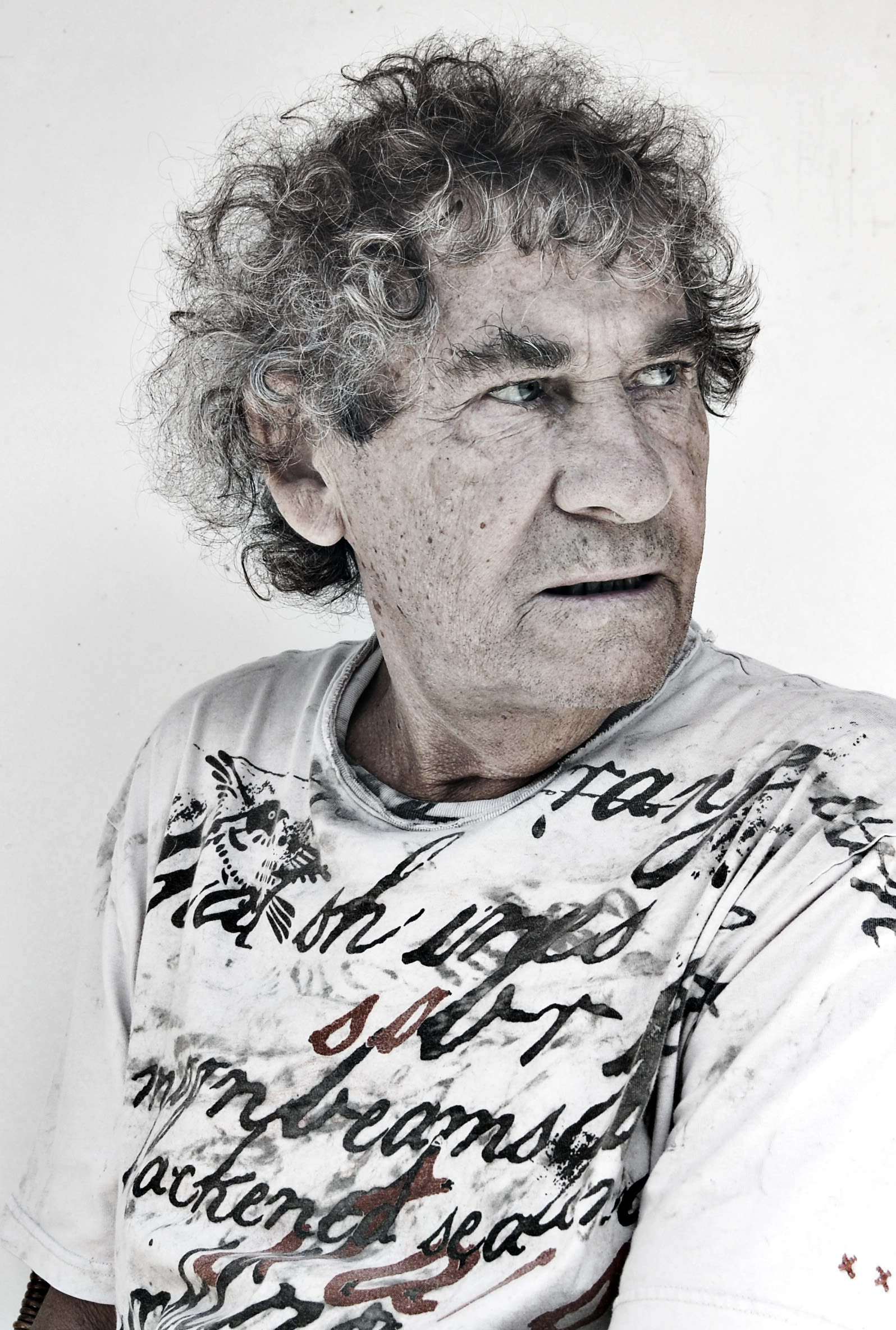
Karl-Heinz Langowski (2010) (c) Heike Feddern/[http://www.heikefeddern.de/

Karl-Heinz Langowski (* 20. Dezember 1931 in Gelsenkirchen; † 13. Februar 2020 ebendort) war ein deutscher Maler, Zeichner und Plastiker. In seinen sozialkritischen Werken setzte er sich häufig mit dem Anteil des Menschen an der Umweltzerstörung auseinander. Als selbständiger Handwerksmeister gestaltete er seit den 1960ern künstlerische Innen- und Außenfassaden, für die er mehrfach ausgezeichnet wurde.
Er beteiligte sich an über 100 Einzel- und Gruppenausstellungen, sowohl national als auch international. Neben seinen eigenen Projekten kooperierte Langowski mit weiteren Kollegen z. B. als Mitglied der „gfg gruppe für gestaltung“ um Rolf Glasmeier. Im Rahmen des „Cultural Village of Europe“ entstand in Wijk aan Zee das Projekt mit elf Künstlern aus elf Ländern: Een Zee van Staal. In Kooperation mit dem hiesigen Stahlwerk entwarfen und bauten die Künstler ihre Stahlskulpturen, die seitdem in den Dünen von Wijk aan Zee zu besichtigen sind. Langowski kam als Repräsentant Deutschlands. Seine Stahlskulptur in den Dünen trägt den Titel Die leeren Augen der Sprachlosigkeit.

## Wirken - „Politik ist immer der Ausgangspunkt meiner Arbeit“
Im Fokus seines Schaffens stand der Mensch, sein Handeln, seine Interaktion mit Mensch und Umwelt („Auftrag Erde“/). Umweltschutz war eines seiner starken Sujets. So verwendete er meist auch natürliche oder recycelte Materialien für seine Arbeiten, aber auch Beton und Plexiglas.
Von der konstruktiven Malerei, mit der er seine künstlerische Laufbahn begann, entwickelte er sich im Laufe der Jahre zu einem „kritischen Realisten“. Stellte er anfangs politische Themen, menschliches Schicksal und Leid bissig und satirisch in den Mittelpunkt seiner Arbeiten, so zeichnen sich seine Werke später durch ihre körperlosen Darstellungen aus: „Meine Bilder sind jetzt verschlüsselter; zwar wird weiterhin der Mensch thematisiert, aber das findet nicht mehr in sichtbarer Gestalt statt.“
Gemeinsam mit vielen anderen Künstler-Kollegen engagierte er sich für Naturschutz (z. B. „Kunstwiese“, 1986), „Kunst gegen den Krieg“ (1991, Libanon), für Flüchtlingsinitiativen (z. B. Kunstauktion der Künstlergruppe werkstatt, Gelsenkirchen (1992) / „Grenzenlos“), gegen „Neofaschismus und Ausländerfeindlichkeit“ (1989).
Der Kunsthistoriker Dr. Bernd A. Gülker, Bochum:

„Überblicken wir das Werk von Karl-Heinz Langowski so wird schnell deutlich, dass hier ein Künstler durch die konsequente Ausschöpfung möglichst zahlreicher künstlerischer Mittel und Materialien in gut 60 Jahren seines Schaffens eine enorme Vielseitigkeit entwickeln konnte. Diese beeindruckende Vielfalt spiegelt auch die konzentrierte Auswahl für die Ausstellung „Brückenschlag“. Zeichnungen, Materialbilder, Objektkunst und Skulpturen versetzen den Besucher in die Lage, das Werk eines der wohl wichtigsten Künstler dieser Region und darüber hinaus, neu- und wiederzuentdecken.
Obschon Karl-Heinz Langowski relativ spät, mit Anfang 30, sich auch als bildender Künstler der Öffentlichkeit vorstellte, dauerte es nur wenige Jahre, in denen er den Grundstein für seine künstlerische Karriere legen konnte.
1962 und 1963 gibt es erste nennenswerte Einzelausstellungen seiner Arbeiten im Kunstkabinett Funke, der damals wichtigen Anlaufstelle für zeitgenössische Kunst und Künstler in Gelsenkirchen und darüber hinaus. Schon hier, bei seinen ersten Versuchen in der Ölmalerei, finden wir stilistische Merkmale, die auch weiterhin für Langowskis Schaffen prägend bleiben sollten. Ein tektonischer Bildaufbau, wo farbige Flächen hart aneinandergrenzen, sich gewichten und austarieren, kennzeichnen bereits diese frühen, von der damaligen Kunstkritik freilich noch als „düstere Mauermalerei“ etikettierten, Werke.
Schon bald wird dem Künstler klar, dass ihm Farbe und Pinsel nicht ausreichen, dass er nicht lediglich mit der Fläche, sondern als Künstler mit dem Raum arbeiten möchte. Etwa ab Mitte der 60er Jahre setzt die Arbeit mit plastischen Ausdrucksmöglichkeiten ein. Dabei macht sich Langowski die konstruktiven Grundlagen moderner Bauweisen zu eigen und überträgt deren Variabilität auf seine Plastiken. Es entstehen große Wandreliefs aus gleichen oder verschiedenen Einzelelementen, die dem jeweiligen Baukörper angepasst werden können. So fügen sich Einzelteile zu einem harmonischen Ganzen, werden neue Möglichkeiten zur Akzentuierung von Wänden sowohl im Außenbereich als auch Innen umgesetzt. Besonders die Zusammenarbeit mit dem Architekten Karl-Heinz Lange führt dabei schnell zu etlichen Aufträgen hinsichtlich neuer Wand- und Giebelgestaltungen.

Aus durchdachten geometrischen Formen bestehen auch Langowskis Kleinplastiken dieser Jahre, wo mit dem Prinzip der variablen Plastik nun auch der Betrachter eingeladen ist, interessante Verwandlungen mit den vorgegebenen Einzelelementen vorzunehmen. Denn wie bei einem Baukasten lassen sich die Bestandteile seiner variablen Objekte zu immer neuen Formationen stapeln, drehen, verbinden, verändern, umgruppieren.„Die Veränderbarkeit meiner Objekte (...) lässt mir einen weiten Spielraum, sie nach den Gegebenheiten des Raumes umzufunktionieren und dadurch eine enge Verbindung mit der Umwelt einzugehen. Dies soll durchaus auf den Betrachter übertragen werden und ihn zum Gestalter werden lassen.“ (K.-H. Langowski) Mit der Hinwendung Langowskis zur kritisch-realistischen Zeichnung entsteht Ende der 70er Jahre eine neue, wohl auch durch ein biografisches Ereignis, dem Tod des Vaters, befeuerte Facette. Langowski widmet sich in minutiösen Zeichnungen sozialkritischen und gesellschaftspolitischen Themen. Er bezieht in zum Teil sarkastischer Form Stellung und schildert mit eindringlichen Blättern den protestierenden und aufbegehrenden Menschen. Seine Auffassung von Körper und Raum in diesen Zeichnungen lassen sich in dieser Ausstellung sehr gut bei den beiden farbigen Körperstudien ablesen.

Vor dem Hintergrund seines kritischen Realismus sind auch die hier ausgestellten Kopfplastiken zu sehen. Sie zeigen vermummte verstörende Antlitze, im Wortsinn beschädigte Physiognomien, wo jedes einzelne Haupt das Leid und den stummen Aufschrei der Verzweiflung in sich trägt. Mitunter assistiert eine körperhafte Form oder ein bandagierter Arm, der die geballte Faust zum Himmel reckt, womit das Thema der variablen Plastik erneut aufgegriffen wird. „(Ich möchte auf) Fehlentwicklungen aufmerksam machen. Menschenunfreundliche Technisierung, politische Fehlentscheidungen, unmenschliche Tatbestände, sind immer der Ausgangspunkt meiner Arbeit. Der Mensch als Macher übernimmt dabei die Hauptrolle. Er ist der Initiator. Durch ihn entsteht und zerfällt alles. Ohne ihn geht nichts. Dies versuche ich ohne Schnörkel sichtbar zu machen (...)“ (K.-H. Langowski) Es ist vielleicht überflüssig zu sagen, welche Aktualität diesen Arbeiten noch immer innewohnt.
Etwa seit den späten 80er Jahren ist es der Weg in die Abstraktion, das abstrakte Arbeiten, dass Langowski forciert. Mit seinen Materialbildern und Material-Collagen eröffnet er sich schließlich Möglichkeiten, Formen und Farben nahezu gänzlich aus dem Material heraus zu generieren. Er experimentiert mit Jute-Säcken und anderen groben Stoffen, setzt Sand, den er von seinen Reisen und Auslandsaufenthalten mitbringt, ein. Erde, Erdstrukturen werden nach und nach das beherrschende Thema. Und es erstaunt immer wieder, wieviel Tönungen und Schattierungen er dem aufgebrachten Material entlocken kann, wie sich die auf den ersten Blick spröde Bildoberfläche bei näherer Betrachtung in feinste Nuancen und Strukturen gliedert. Für das eigentliche Bildgerüst werden ähnliche einfache Formen – Kreise, Rechtecke - ständig variiert. In ihrer Verschränkung, Überlagerung und Durchdringung verdichten sich diese Formen zu einem motivischen Vorwand, erzeugen Tiefe und beschreiben den Bildraum.

Der Künstler arbeitet mit der Natur, mit der Erde, den Sandkörnern der Erde, auf der wir stehen und leben. Dieser „Auftrag Erde“, wie es Langowski einmal benannt hat, ist natürlich trotz aller seiner Abneigung gegen Etikettierungen, nicht allein Form, Farbe, Material und Struktur, sondern hat auch eine tiefe humane Komponente. Das Leben mit der Natur, die Zerstörung der Natur, um zu leben und die Überführung der Natur in einen künstlerischen Kontext, sind ein Dreiklang dieser Bildwerdung, die den Betrachter gleichsam mit der Vielfalt der Erde in einem gerahmten gestalteten Ausschnitt konfrontiert. „Ich arbeite mit der Landschaft vor Augen, aber in gegenstandsloser Anschauung“. (K.-H. Langowski) Als Behausungen könnte man die Objektbilder bezeichnen, von denen einige in dieser Ausstellung zu sehen sind. Rechteckige Aussparungen in der mit Sack-Leinwand bezogenen Fläche beherbergen hölzerne Fundstücke. Durch die Hineinstellung, oder das Ablegen in die kastenförmige Öffnung und die Hervorhebung auf der monochromen Fläche gewinnen die Fundstücke ein Eigenleben, werden zu etwas Symbolhaften. Das Abfallmaterial wird exponiert, erhält seinen Platz und wird so auch zu einem zeitlosen Objekt. Architektonisches scheint auf, mitunter meinen wir ein Haus oder eine Giebelwand zu erkennen.
Architektonische Versatzstücke finden sich ebenso in den hier ausgestellten Zeichnungen wieder, wenngleich Langowski auch hier den Betrachter nicht ständig mit den Gewissheiten des Wiedererkennens belohnt. Allen gemein ist eine flüchtige, bisweilen skizzenhafte Handschrift. Da huschen Linien unterschiedlicher Stärken über das Papier, vollführen ungestüme überraschende Richtungswechsel, da verdichten sich Graphitspuren zu tonigen Flächen, werden Fenster, Gerüste oder Balkone angedeutet. Die wie zufällig hingeworfenen Linienbündel sind dabei doch immer eine konzentrierte Auseinandersetzung mit dem Raum. Langowski vermag die Tiefenwirkung seiner Blätter noch zu steigern, indem auch malerische Elemente mit einbezogen werden. Helle, häufig durchscheinende gemalte Flächen werden dabei vom Liniengerüst gestützt oder bilden einen eigenen Raum, sozusagen einen Raum im Raum.
Liebe Gäste, es ist faszinierend zu beobachten, wie es Karl-Heinz Langowski gelungen ist, in jedweder Technik, konsequent bei seiner Auffassung von Material und Form zu bleiben. Man hat ihn als Konstruktivisten bezeichnet, was ihm und seinem Werk so wenig gerecht wird, wie andere kunsthistorische Schubladen. Sicher gibt es auch Berührungen zur arte povera, wenn wir an seine Material- und Objektbilder denken, es gibt Anklänge an minimal art und kinetischer Kunst im plastischen Werk und wir könnten noch den kritischen Realismus in seinem druckgrafischen Werk der 70er Jahre mit dazunehmen.
So stehen wir heute vor einem Lebenswerk, das zwar Zeitströmungen durchaus aufgegriffen hat, aber bis zuletzt geprägt war vom eigenen künstlerischen Prozess, der ihm, Karl-Heinz Langowski, die Bild- und Raumwerdung seiner inneren Empfindungen kompromisslos ermöglichte. Das Wesentliche war für ihn die permanente Reflexion seines künstlerischen Tuns und das Zusammenspiel von Mensch und Natur, von Erde und Schöpfung. […]“

## Einzel- und Gruppenausstellungen national und international (Auszug)
- seit 1960 Jahresschau Gelsenkirchener Künstler
- 1962 Kunstkabinett Funke, Gelsenkirchen / Handwerkskammer, Bielefeld
- 1963 Kunstkabinett Funke, Gelsenkirchen / Kunstkabinett Schellberg, Duisburg
- 1964–1977 Ausstellungsbeteiligung als Mitglied des Gelsenkirchener Künstlerbundes
- 1966–1991 Ausstellungsbeteiligung als Mitglied: Jahresschau „Künstler des WBK“, Forum Essen
- 1966 Kunstkabinett Funke, Gelsenkirchen / Große Düsseldorfer Kunstausstellung Nominierung „Kunstpreis der Stadt Gelsenkirchen“
- 1968 Große Düsseldorfer Kunstausstellung
- 1969 Große Düsseldorfer Kunstausstellung „Licht und Bewegung“, Städt. Kunstsammlung Gelsenkirchen Buchvitrine Junius, Gelsenkirchen
- 1970 Große Düsseldorfer Kunstausstellung
- 1971 Märkisches Museum, Witten Nominierung „Kunstpreis der Stadt Gelsenkirchen“
- 1972 Große Düsseldorfer Kunstausstellung
- 1975 „8 Individualisten“. VHS, Herne
- 1977 Nominierung Kunstpreis der Stadt Gelsenkirchen Festhalle Städt. Gymnasium, Ahlen·/ „Wir“. Kunstverein Gelsenkirchen, VHS Gelsenkirchen
- 1978 „Realisten“. Kommunale Galerie Gelsenkirchen mit Halbroth, Leiacker, Stein / „Wir“. Die Insel, Marl „Schwarz-Weiß“ (Gegensätze). werkstatt, Gelsenkirchen-Buer / Galerie Brüggemannshof, Recklinghausen Wanderausstellung in den Städten Neviges, Albachten, Kleve, Wulfen / Internationaler Bocholter Kulturwettbewerb
- 1979 Forum, Essen mit Hermann-Josef Baldenbach
- 1980 Große Düsseldorfer Kunstausstellung / „6 Realisten im Ruhrgebiet“. Kunstverein Gelsenkirchen, Kommunale Galerie / Auktion für Amnesty International „Al“, Folkwangmuseum Essen
- 1981 „6 Realisten im Ruhrgebiet“. Kunstverein Gelsenkirchen, Galerie Schloß Strünkede, Herne / „6 Realisten im Ruhrgebiet“. Kunstverein Gelsenkirchen / VHS Maria Lindenhof, Dorsten
- 1986 Kabinett im Forum, Essen Exponata 86, Münster „Kunst in der Landschaft“, Kunstverein Gelsenkirchen/Presseamt Gelsenkirchen: Schloss Berge, Gelsenkirchen
- 1988 Galerie im Amtsgericht, Gelsenkirchen
- 1989 „Quintessenz“, 14 Jahre Kunst im Hans-Sachs-Haus, Gelsenkirchen
- 1990 „Mensch &Umwelt“. Kommunale Galerie, Gelsenkirchen / „Materie & Figur“. Mit Dietmar Jäkel, Kommunale Galerie, Gelsenkirchen
- 1991 „Auftrag Erde“. Museumsvilla Gelsenkirchen mit Beate Hagemann und Heinz-Albert Heindrichs / de kleine galerie an de dijk, Jacpbieparochie, Niederlande / Exponata 91, BBK Münster / „Kunst gegen den Krieg“. Kommunale Galerie, Gelsenkirchen / Deutsch-Libanesisches Haus, Jounieh-Kaslik, Beirut, Libanon
- 1992 „Grenzenlos“. Kommunale Galerie, Gelsenkirchen
- 1994 „Auftrag Erde“. Thomas-Morus-Kapelle der kath. Hochschulgemeinde, Würzburg / "Spiegelung". Stadtsparkasse Gelsenkirchen "Antworten". Kommunale Galerie Gelsenkirchen mit Eckhard Wesener / "Odufroelige": Das kleine Format - Basar der Freunde. Ateliergalerie Rolf Glasmeier, Gelsenkirchen-Buer / Ateliergalerie Rainer Tillmann, Gelsenkirchen
- 1995 Bundesweiter Kunstwettbewerb „Einsichten - Aussichten“, Horn - Bad Meinberg / „Zaubertraum 8“ (Natur Traum). Ateliergalerie Rolf Glasmeier, Gelsenkirchen-Buer / Expositie, de kleine galerie aan de dijk, Jacpbieparochie, Niederlande / Bundesweiter Kunstwettbewerb „Städte + Revolutionen“, Bunkermuseum, Emden / „Odufroelige“: Basar der Freunde. Ateliergalerie Rolf Glasmeier, Gelsenkirchen-Buer
- 1996 „Mit fliegenden Fahnen“, Flottmann-Hallen, Herne
- 10 Jahre Flottmann-Hallen, Benefiz-Auktion, Herne
- Nikolaus Markt, Art und Rat, Klaus Küster, Remscheid
- 1997 Galerie Wurm, Herne / „Zeit“. Künstlerzeche Unser Fritz 2/3, Herne / „Tuchfühlung“, Aktion Kunsthaus Velbert in der Altstadt, Velbert Langenberg / „Kreislauf I“ Thema Recycling, Projekt der gfg, der Künstlersiedlung Halfmannshof, des Ateliers Rolf Glasmeier und der Stadt Gelsenkirchen / International Mail Art, theme Quicksilver, Middlesex University, London / Atelier-Galerie Rainer Tillmann, Gelsenkirchen / Nikolaus Markt, Art und Rat, Klaus Küster, Remscheid
- 1998 „Kreislauf II“ Thema Recycling, Projekt der gfg, der Künstlersiedlung Halfmannshof, des Ateliers Rolf Glasmeier und der Stadt Gelsenkirchen „mitweltgestaltung“, Gruppe für Gestaltung gfg, Georg-Kerschensteiner Schule, Gelsenkirchen / „Im anderen Kleid“, Forum Bergmannsglück, Gelsenkirchen / Westdeutscher Künstlerbund, Flottmann-Hallen, Herne
- 1999 „Cultural Village of Europe“, Wijk aan Zee, Niederlande. 11 Künstler aus 11 Ländern. Repräsentant für Deutschland - Stahlobjekt: „Die leeren Augen der Sprachlosigkeit“
- 2006 „Galerie der Bälle“, Ballkünstler – Künstlerball, 100 Künstler – 100 Ballkunstwerke: Kunstmuseum Gelsenkirchen / Kokerei Hansa, Dortmund / Domforum, Köln / Landtag NRW, Düsseldorf
- 2010 „Zeiträume“, werkstatt, Gelsenkirchen-Buer
- 2011 „Zeit(t)räume“. Dieter Grundmann und Karl-Heinz Langowski, Künstlerzeche „Unser Fritz“, Her/nheinriche
- 2015 „Zeichnungen-Räume“, Galerie Wurm, Herne
- 2016 „30 Hoch“, 30 Jahre Flottmannhallen
- 2017 „Erdstrukturen“, Objekte und Materialarbeiten. Galerie Wurm, Herne

## Wandgestaltungen und Arbeiten im öffentlichen Raum (Auszug)
- 1966 Wandgestaltung mit Quarzputz in einem Büro, Rembrandtstraße, Gelsenkirchen
- 1969 Wandgestaltung in einem Konstruktionsbüro, Bismarckstraße, Gelsenkirchen
- 1970 Gebrauchsmusterschutz für entworfenes Spielzeug, Patentamt München
- 1972 Wandgestaltung mit Betonelementen in einem Wohnraum, Plutostraße, Gelsenkirchen / Wandgestaltung mit Holzobjekten im Sparkassengebäude, Bickernstraße, Gelsenkirchen
- 1973 Giebelgestaltung in Niederhonnefeld
- 1977 Wandgestaltung in einem Sozialgebäude, Weststraße, Gelsenkirchen / Wandgestaltung in einem Büro, Bochum-Wattenscheid / Decken- und Wandgestaltung, Dickampstraße, Gelsenkirchen / Vorplatzgestaltung mit Betonobjekten, Plutostraße, Gelsenkirchen
- 1979 Treppenhausgestaltung, Plutostraße, Gelsenkirchen / Balkongestaltung an einem Zehn Familienhaus, Plutostraße Gelsenkirchen / Fassadengestaltung von vier Giebelwänden, Braubauerschaft, Gelsenkirchen / Treppenhausgestaltung, Manfredstraße, Gelsenkirchen / Wandgestaltung Tiefgarage am Verknüpfungspunkt Hauptbahnhof, Gelsenkirchen
- 1980 Gestaltung der Stützelemente auf der Verteilerebene Hauptbahnhof, Gelsenkirchen / Wandgestaltung in einem Büro, Manfredstraße, Gelsenkirchen / Fassadengestaltung Dickampstraße, Gelsenkirchen / Fassadengestaltung Gemn. Bauverein, Gelsenkirchen
- 1981 Fassadengestaltung von zwei Giebelwänden, Augustastraße, Gelsenkirchen / Giebelgestaltung, Wattenscheid / Wandgestaltung mit Holzelementen im Sparkassengebäude, Horster Straße, Gelsenkirchen
- 1983 Wandgestaltung in einem Sportcenter, Wildenbruchstraße, Gelsenkirchen / Wandgestaltung, Kinderklinik Westerholt, Gelsenkirchen / Gestaltungsentwurf und Ausführung 3000 × 3 Meter Lärmschutzwand, Rheda-Wiedenbrück
- 1984 Garagenhofgestaltung, Goethestraße, Gelsenkirchen / Gestaltung der Stadtbahn-Station, Hauptbahnhof, Gelsenkirchen
- 1988 Fassadengestaltung eines Turnhallengiebels, Gertrud-Bäumer-Realschule, Rotthauser Straße, Gelsenkirchen / Giebelgestaltung, Märkische Straße, Gelsenkirchen
- 1989 Gestaltung des Heizkraftwerkes, Gelsenkirchen / Fassadengestaltung am Postgebäude, Emscherstraße, Gelsenkirchen
- 1990 Trennwandgestaltung in einem Autohaus, Dortmund
- 1991 Wandgestaltung eines Eingangsbereiches, Küppersbuschstraße, Gelsenkirchen

## Auszeichnungen und Ehrungen (Auszug)
- 1979 1. Preis Fassadenwettbewerb Gelsenkirchen
- 1981 1. Preis Fassadenwettbewerb Gelsenkirchen
- 1988 1. Preis der Stadt Gelsenkirchen für den Wettbewerb „Kunst am Bau“ / Preis der Stadt Gelsenkirchen für den Gestaltungswettbewerb Parkstadion / Preis der Stadtwerke Gelsenkirchen für den Wettbewerb „Kunst am Bau“- Motoren-Heizkraftwerk
- 1994 Auszeichnung: 4. Internationaler Syrlin-Kunstpreis, Kunstverein Syrlin, Stuttgart.